# Розстальный, Виталий Григорьевич
Виталий Григорьевич Розстальный (укр. Віталій Григорович Розстальний; 27 декабря 1936, с. Рейментаровка (ныне Корюковского района Черниговской области Украины) — 3 апреля 2006, Киев) — украинский и советский актёр театра и кино. Народный артист Украинской ССР (1990). Член Национального союза театральных деятелей Украины.

## Биография
Выпускник Киевского государственного института театрального искусства имени И. Карпенко-Карого (1963).
С 1963 по 1978 год выступал на сцене Львовского украинского драматического театра имени М. Заньковецкой, с 1978 года — актёр Национального драматического театра имени Ивана Франко в Киеве.
Умер 3 апреля 2006 года. Похоронен в Киеве на Байковом кладбище.

## Избранные театральные роли
- Воевода в «Мазепе» Ю. Словацкого,
- боцман Кобза в «Гибель эскадры» А. Корнейчука
- Николай Струг — «Зимний вечер» М. Старицкого
- Понтий Пилат «Мастер и Маргарита» по М. А. Булгакову.

## Избранная фильмография
Часто играл людей из народа, приверженцев социалистической идеи, комиссаров, крестьян, рабочих — большевиков. В ряде фильмов исполнил роль маршала СССР С. К. Тимошенко.
- 1968 — На Киевском направлении — Андрей Остапович Славута, генерал-майор (роль озвучил Павел Морозенко)
- 1968 — Аннычка — Виктор, партизан отряда Ковпака
- 1971 — Захар Беркут — эпизод
- 1972 — Земля, до востребования — эпизод
- 1973 — Когда человек улыбнулся — Дубинин
- 1974 — Марина — Перетригуба
- 1974 — Рождённая революцией — Сомов, начальник московского сыска (роль озвучил Павел Морозенко)
- 1975 — Порт — Луговой
- 1975 — Среди лета — Тур
- 1976 — По секрету всему свету — Гриша, рабочий на строительстве с отбойным молотком (2 серия)
- 1976 — Щедрый вечер — Сергей
- 1978 — Агент секретной службы — эпизод
- 1979 — Вавилон XX — Рубан
- 1979 — Забудьте слово «смерть» — Петро Бачура
- 1980 — Поединок (фильм-спектакль)
- 1980 — Два дня в начале декабря — Александр Григорьевич Воинов
- 1981 — Танкодром — офицер, сотрудник конструкторского бюро
- 1985 — Битва за Москву — маршал Тимошенко
- 1989 — Сталинград — маршал Тимошенко
- 1990 — Война на западном направлении — маршал Тимошенко
- 1990 — Буйная — отец Екатерины
- 1991 — Мина Мазайло — дядя Тарас
- 1992 — О безумной любви, Снайпере и Космонавте
- 1993 — Сад Гефсиманский — Охрименко, завхоз завода, заключённый
- 1993 — Трагедия века — маршал Тимошенко
- 1994 — Долой стыд!
- 1994 — Сад Гефсиманский. Тигроловы — Охрименко, завхоз завода, заключённый
- 1995 — Аквариум
- 1995 — Остров любви (фильм 1) — старый пан, отец панночки
- 1995 — Будем жить — ветеран
- 2000 — Чёрная рада — Пугач, кошевой атаман
- 2006 — Богдан-Зиновий Хмельницкий — коронный гетман Потоцкий